# دانيكا كرستايتش
دانيكا كرستايتش (بالإنجليزية: Danica Krstajić)‏ مواليد 1 مارس 1987، هي لاعبة كرة مضرب مونتينيغرية سابقة بدأت مسيرتها كمحترفة سنة 2003 وكانت تلعب باليد اليمنى، وصلت إلى أعلى تصنيف لها في الفردي وهو 223 في 2007. اعتزلت اللعب في 2012.

## روابط خارجية
- دانيكا كرستايتش على موقع رابطة محترفات التنس (الإنجليزية)
- دانيكا كرستايتش على موقع الاتحاد الدولي لكرة المضرب (الإنجليزية)
- دانيكا كرستايتش على موقع كأس بيلي جين كينغ (الإنجليزية)
- دانيكا كرستايتش على موقع خلاصة التنس.كوم (الإنجليزية)